# Cecilia Metela (hija de Metelo Calvo)
Cecilia Metela (en latín, Caecilia Metella) fue una dama romana, hija de Lucio Cecilio Metelo Calvo, cónsul en 142 a. C., y hermana de Lucio Cecilio Metelo Dalmático y Quinto Cecilio Metelo Numídico.

## Biografía
Estuvo casada con Lucio Licinio Lúculo, pretor en 104 a. C. Estuvo implicada en una sucesión de asuntos escandalosos, mayoritariamente con esclavos, que finalmente la llevaron al divorcio. Fue la madre de Lucio Licinio Lúculo, cónsul en 74 a. C., y Marco Terencio Varrón Lúculo, cónsul en 73 a. C.